# TT Classic
El Trinidad and Tobago Classic, llamado Toyota Classic por razones de patrocinio, es un torneo de copa a nivel de clubes en Trinidad y Tobago que se juega de manera simultánea con la TT Pro League y la National Super League, aunque también pueden participar equipos aficionados.

## Historia
El torneo fue creado en 2005 y se juega con los equipos participantes de las dos ligas de fútbol más importantes de Trinidad y Tobago, donde los participantes son divididos en cuatro grupos de eliminación, con fase de cuartos de final, semifinales y final.
El ganador del torneo recibe un premio de &50,000 y el finalista se gana $35,000, y los partidos a partir de cuartos de final, se juegan a partido único, en donde de terminar en empate dentro de los 90 minutos reglamentarios, se recurrirá al lanzamiento de penales para definir al ganador. No se juegan tiempos extra.

## Ediciones anteriores
| Llave   | Llave                                                             |
| ------- | ----------------------------------------------------------------- |
| †       | Partido decidido en penales                                       |
| Cursiva | Equipo que no pertenece al nivel profesional de Trinidad y Tobago |

### Resultados
| Año  | Campeón               | Resultado | Finalista          | Sede                    |
| ---- | --------------------- | --------- | ------------------ | ----------------------- |
| 2005 | W Connection          | 1–0       | San Juan Jabloteh  | Manny Ramjohn Stadium   |
| 2006 | United Petrotrin      | 4–0       | Superstar Rangers  | Manny Ramjohn Stadium   |
| 2007 | Joe Public            | 2–1       | San Juan Jabloteh  | Hasely Crawford Stadium |
| 2008 | San Juan Jabloteh     | 2–1       | St. Ann's Rangers  | Hasely Crawford Stadium |
| 2009 | Joe Public (2)        | 4–0       | San Juan Jabloteh  | Marvin Lee Stadium      |
| 2010 | Ma Pau                | † 1–1 †   | North East Stars   | Marvin Lee Stadium      |
| 2011 | W Connection (2)      | † 0–0 †   | T&TEC              | Manny Ramjohn Stadium   |
| 2012 | North East Stars      | † 2–2 †   | Defence Force      | Hasely Crawford Stadium |
| 2013 | W Connection (3)      | 2–0       | Club Sando         | Ato Boldon Stadium      |
| 2014 | San Juan Jabloteh (2) | † 1–1 †   | Point Fortin Civic | Ato Boldon Stadium      |

## Títulos por equipo
| Club               | Títulos | Último Título | Finalista | Última Final Perdida |
| ------------------ | ------- | ------------- | --------- | -------------------- |
| W Connection       | 3       | 2013          | 0         |                      |
| Joe Public         | 2       | 2009          | 0         |                      |
| San Juan Jabloteh  | 2       | 2014          | 3         | 2009                 |
| North East Stars   | 1       | 2012          | 1         | 2010                 |
| United Petrotrin   | 1       | 2006          | 0         |                      |
| Ma Pau             | 1       | 2010          | 0         |                      |
| St. Ann's Rangers  | 0       |               | 2         | 2008                 |
| Club Sando         | 0       |               | 1         | 2013                 |
| Defence Force      | 0       |               | 1         | 2012                 |
| Point Fortin Civic | 0       |               | 1         | 2014                 |
| T&TEC              | 0       |               | 1         | 2011                 |